# 斯泰恩斯維爾 (印地安納州)
斯泰恩斯維爾（英語：Stinesville）是一個位於美國印地安納州門羅縣的城鎮。

## 人口
根據2010年美國人口普查的數據，斯泰恩斯維爾的面積為0.30平方千米，當中陸地面積為0.30平方千米，而水域面積為0.00平方千米。當地共有人口198人，而人口密度為每平方千米660人。